# 陽裕
陽裕（?—?），字士倫，西晉至五胡十六國時期右北平郡無終县（今天津市蓟州区）人。幽州刺史和演辟其為主簿。王浚任幽州刺史後，陽裕轉治中從事，但並不得王浚喜愛。
石勒攻佔薊城後，棗嵩向其推薦陽裕，但陽裕不願在石勒手下任職，並逃往令支。
當時段部鮮卑首領晉朝驃騎大將軍、遼西公段就六眷任命陽裕為光祿勳、中軍將軍、燕郡太守。石虎攻佔令支後，陽裕向石虎投降，並被任命為北平太守、尚書左丞。
後段遼與石虎聯合進攻慕容鮮卑，陽裕以左丞領征東將軍麻秋司馬的身份參與作戰。結果麻秋戰敗，陽裕被慕容鮮卑俘虜，慕容皝將其釋放並任命其為郎中令、大將軍左司馬。陽裕於62歲時去世。